# خادو ش م م
إكسادو ش م م (بالإنجليزية: XADO)‏ (بالاوكرانية:ТАА ХА́ДО) شركة تأسست في  أوكرانيا منتجة للزيوت الحاصة بالسيارات مثل للريفتاليزانت، والزيوت، والشحوم، ومنتجات العناية بالسيارات.

## تاريخ الشركة
تأسست شركة XADO عام 1991 في مدينة خاركوف أوكرانيا، وفي العام 1998 حصلت إدارة الشركة على براءة اختراع لمادة الريفتاليزانت (المرمم) وهي إضافات لمواد التزييت. إن أول إنتاج للشركة؛ بشكل عبوة استهلاكية (الهلام المرمم للمحركات) ظهر للوجود في كانون الأول 1999. في عام 2004 بدأت شركة إكسادو بتصنيع XADO Atomic Oil زيت إكسادو الذري مضافاً إليه المرمم الذري.

## التسمية
تم اختيار اسم إكسادو وهو اختصار لعبارة البيت الخاركوفي (بيت خاركوف) في اللغة الأوكرانية 

## الشعار
تم تصميم شعار إكسادو في عام 2000 على يد المصمم إيغر ماكاروف، وقد ابتكر فكرة أن تخرج كتابة الشعار معصورة من أنبوبة الهلام حيث أن المنتج الرئيسي لإكسادو الهلام المرمم يعبأ في أنبوبات.

## نشاطات الشركة
تنتج الشركة تقريباً 250 منتج وسلعة (بشكل رئيسي متعلقة بالخدمة الفنية للسيارات) والتي تتوفر في أكثر من 60 دولة حول العالم. والمنتجات الأكثر انتشارا هي الهلام المرمم إكسادو، وزيت إكسادو الذري XADO Atomic Oil، ومنتجات العناية بالسيارات VeryLube. وبحسب تقييم الأخصائيين تعد شركة إكسادو من أكبر المؤثرين في السوق الأوكرانية والسوق الروسية لإيجاد الحلول المستوردة والمحلية لمواد منع الاحتكاك، وهي متواجدة عملياً بشكل نشيط في جميع أقاليم روسيا الاتحادية وتشغل حصتها 24٪من السوق، كما تشغل أكثر من 90٪ من الصناعة خزفية حسب تقنية النانو.

## المكاتب والفروع
يقع المكتب الرئيسي في خاركوف وتمتلك عدة مكاتب وفروع لها منها: 
- في الامارات العربية المتحدة في دبي [5]
- في  الهند [6]

## إكسادو والرياضة
تدعم إكسادو وبشكل المؤسسات الرياضية من مختلف المستويات بدءً من مسابقات الأحياء المحلية وانتهاءً بالبطولات العالمية.
- تمتلك فريق السيارات XADO Motorsport، وهو بطل أوكرانيا في سباقات الرالي والحلبات المغلقة.
- شريك في فريق السيارات الروسي كاماز ماستر 2004-2009.
- شريك للملاكم الروسي نيكولاي فالويف 2007-2008.
- راعي لفريق Pro100! XADO _ أول فريق أوكراني لألعاب الكومبيوتر والتي فازت في المسابقة العالمية لألعاب الكمبيوتر.
- بدأً من ايلول 2011 بدأت بالعمل المشترك مع نادي شاختار دونيتسك الأوكراني.[7]

## روابط خارجية
- المرقع الرسمي xado.com
- الموقع الريمي في الإمارات العربية المتحدة xado.ae

شهادة تي يو في (شهادة جمعية مراقبة التقنية الألمانية)
الريفتاليزانت: الحديد قابل للمعالجة (مجلة خلف مقود أوكرانيا)